# الإسلام في زامبيا

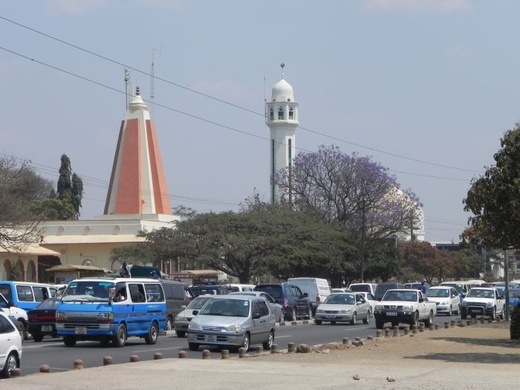
مسجد في لوساكا

وُجد في زامبيا في عام 2014 59.000 مسلم يشكلون 0.4٪ من إجمالي السكان. الغالبية العظمى من المسلمين في زامبيا هم من السنة. كما توجد جماعة إسماعيلية شيعية صغيرة. هناك حوالي 500 شخص ينتمون إلى الجماعة الأحمدية. ينحدر معظم مسلمي زامبيا من أصول هندية على الرغم من وجود مجتمع محلي كبير معتنق الإسلام.

## وصول الإسلام إلى زامبيا
كان أول وصول للإسلام إلى زامبيا ومنطقة وسط أفريقيا فقد تأسست إمارات على طول هذا الساحل كان منها إمارة كانوا في عهد الشيرازيين في القرن الرابع الهجري، وامتد نفودها إلى موزمبيق، ثم انتقلت الدعوة الإسلامية إلى الداخل نتيجة توغل التجار العرب والسواحليين، حتى وصل الإسلام إلى مالاوي، وأقام المسلمون الأوائل المساجد على طول الطرق بين الساحل والداخل.
هذا وقد انتشر الإسلام بهذه المنطقة أيام إمبراطورية الزنج وأثناء حكم العمانيون أيام دولة آل سعيد وكانت الدعوة الإسلامية تنتشر عن طريق التجار والدعاة الذين توغلوا في قلب النصف الجنوبي لأفريقيا، وهكذا انتقل الإسلام إلى زامبيا عن طريق جيرانها من، تنزانيا ومالاوي وموزمبيق، كما هاجرت بعض القبائل المسلمة إلى زامبيا، كما وفد إليها ألوف من الصوماليين والكينيين واستقر الكثير منهم في زامبيا.
وفي عهد الاحتلال البريطاني استقدمت السلطات عمالًا من الهنود والباكستانين المسلمين لمد خطوط السكك الحديدية في وسط وجنوب أفريقيا وامتدت من جمهورية جنوب أفريقيا إلى (رودسيا الجنوبية) زيمبابوي، فازدادت الدعوة الإسلامية تدعيمًا بهؤلاء العمال، وعمدت بريطانيا إلى عرقلة انتشار الدعوة الإسلامية بزامبيا لما شعرت بأن الإسلام سيوحّد القبائل الأفريقية ضدهم.
وهكذا نجد من بين الأقلية المسلمة بزامبيا مسلمين من الأفارقة المواطنين ومسلمين من الآسيويين العرب الذين احترفوا التجارة قديمًا واستقروا بهذه المنطقة وكذلك من الآسيويين الذين استقدموا للعمل بزامبيا أيام الاحتلال ويشكل المسلمون الآسيويين نسبة لا بأس بها من مسلمي زامبيا. (والمجموعة الثانية) تتكون من الصوماليين وهؤلاء عملوا في خط أنابيب البترول بين دار السلام وزامبيا. (والمجموعة الثالثة) تتكون من الزائيريين والملاويين والزامبيين.

## المؤسسات الإسلامية
في زامبيا العديد من المؤسسات والجمعيات الإسلامية، و(الجمعية الإسلامية) تشرف على المساجد، و(جمعية الشباب المسلم) وينتمي أكثر أعضائها إلى الهنود والباكستان. و(رابطة النساء المسلمات)، وفي زامبيا 19 هيئة ومؤسسة إسلامية عرقية ومنظمة إسلامية. وهناك مشروع لإقامة مركز إسلامي جديد في العاصمة (لوساكا).

## المساجد
تنتشر المساجد في مناطق التجمعات، وتقام بجهود فردية، وبلغ عدد المساجد وأماكن الصلاة في زامبيا 67 مسجدًا ومصلى، تنتشر في مناطق تجمعات الأقلية المسلمة.

## التعليم الإسلامي
لما كانت الأقلية المسلمة غير معترف بها من قبل سلطات الحكم في زامبيا هكذا لم ينالهم نصيبًا من خطة تطوير التعليم في زامبيا، وهناك عددًا من المسلمين يرفضون إلحاق أولادهم بالمدارس الحكومية بسبب المناهج ويفضّلون إلحاق أطفالهم بالمدارس الإسلامية القليلة والتي لا تتجاوز كونها كتاتيب لتعليم القرآن الكريم.